# Демук
Демук (рум. Dămuc) — село у повіті Нямц в Румунії. Входить до складу комуни Демук.
Село розташоване на відстані 263 км на північ від Бухареста, 37 км на захід від П'ятра-Нямца, 133 км на захід від Ясс, 129 км на північ від Брашова.

## Населення
За даними перепису населення 2002 року у селі проживали 2356 осіб, з них 2355 осіб (> 99,9%) румунів. Рідною мовою 2355 осіб (> 99,9%) назвали румунську.